# Мыс Астафьева (микрорайон)
Мыс Астафьева — отдалённый микрорайон города Находки, расположенный на берегу залива Находка.

## История
В 1970—1980-е годы в районе мыса Астафьева проходило строительство жилых домов для работников Торгового порта и Жестянобаночной фабрики. Ныне это квартал ЖБФ микрорайона.

## География
Расположен на сопках полуострова Трудный, у мыса Астафьева бухты Находка Японского моря. Представляет собой два квартала (ЖБФ и собственно мыс Астафьева), отделённых друг от друга небольшой сопкой.
Стратегическим планом развития Находки 2006 года предполагалось возведение железнодорожного моста через бухту Находка от мыса Шефнера до мыса Астафьева.

## Население
Население микрорайона — около 3000 жителей.

## Инфраструктура
Микрорайон застроен преимущественно стандартными 5-этажными панельными домами и несколькими кирпичными домами. Имеются также одноэтажные бараки и небольшой частный сектор на сопке.
В микрорайоне расположены МБОУ СОШ № 1 Полюс, МБДОУ центр развития ребёнка детский сад № 66, санаторий «Жемчужный», Отделение почтовой связи Находка 692920, и пр..
Осенью 2009 года был предложен проект застройки района пляжа «Лесная». Выполненный эскиз предусматривал возведение жилого микрорайона из многоквартирных домов и коттеджей с населением 2,5 тыс. человек, а также строительство гостиниц, концертных залов, школы, больницы, музея и прогулочного подвесного моста над бухтой.
В начале 2000-х годов в микрорайоне выходила своя газета — «Окраина», освещавшая жилищно-бытовые трудности района. Про жителей мыса Астафьева говорят, что живут они на краю земли.

## Транспорт
У мыса Астафьева расположена конечная остановка автобусных маршрутов № 6 и № 19. С остальными районами города мыс Астафьева связывает единственная автомагистраль, проходящая по сопкам, покрытым дубовым лесом. В качестве городского транспорта используется также электричка, отправляющаяся и прибывающая на станцию Мыс Астафьева утром и вечером.
До 1980-х годов между мысом и морским вокзалом города курсировал паром. Генеральным планом Находкинского городского округа 2010 года была предусмотрена организация паромной переправы с мыса Астафьева на мыс Шефнера в районе автовокзала.